# Laurentius Reiss
Laurentius Reiss († 24. November 1601) war ein österreichischer Benediktiner und später Abt von Klein-Mariazell, dann Lilienfeld.

## Leben
Der aus Paczków (deutsch: Patschkau) stammende Reiss wurde 1575 Benediktiner im Stift Melk, wo er am 14. Dezember 1578 die Profeß ablegte. Nach seiner Priesterweihe 1578 in Passau postulierte ihn 1584 der Konvent des Klosters Klein-Mariazell zum Abt. Auf Wunsch des Statthalters von Niederösterreich, Erzherzog Ernst III., wurde Reiss am 24. Juni 1587 durch den Heiligenkreuzer Abt Johannes Rueff zum Vorsteher der Zisterzienserabtei Lilienfeld eingesetzt. Seine Abtsbenediktion erfolgte am 1. Februar 1588 im Stift Heiligenkreuz. Der Wahl voran gingen erfolglose Bestrebungen des Lilienfelder Priors Daniel Übell, einen Abt aus dem Konvent von Lilienfeld zu benennen, um wiederholt vorgenommene Postulierungen hausfremder Personen zu verhindern. Übell griff dabei auf die Unterstützung des Visitators von Lilienfeld, Georg Freyseisen (Stift Rein), zurück. Am 6. April 1595 befreite Generalabt Edmond I. de la Croix das Stift Lilienfeld unter Abt Laurentius von weiteren Visitationen durch die Äbte von Stift Rein.
In seiner Amtszeit wurde Lilienfeld zwischen 15. März und 30. April 1597 von 4.000 revoltierenden Bauern belagert, die durch eine List in das Stift eindringen konnte. Reiss, der zu dieser Zeit in Wien weilte, drohte den Aufständischen in einem Brief. Die darauf folgende Geiselnahme zwei Angestellter des Stiftes konnte nach längerem Verhandeln beendet werden. 1598 erhielt Reiss von Generalabt Edmond I. für fünf Jahre die Vollmacht Kirchen, Altäre und Friedhöfe zu weihen, die durch den Aufstand beschädigt oder entweiht wurden. 1599 wurde er durch seinen Bruder Johann in den Adelsstand erhoben. Nuntius Filippo Spinelli erteilte Reiss am 20. Mai 1600 die Erlaubnis, Stiftsprofessen bei jedem Bischof seiner Wahl weihen zu lassen; zuvor wurden die Professen vorwiegend durch den Bischof von Wien geweiht. Reiss starb am 24. November 1601. Zu dieser Zeit zählte der Konvent von Lilienfeld nur vier Patres. Sein Grabstein ist vor den Stufen zum Presbyterium der Lilienfelder Stiftskirche aufgestellt.